# Martin Štěpánek (Grasskiläufer)
Martin Štěpánek (* 27. November 1982 in Brünn) ist ein tschechischer Grasskiläufer. Das Mitglied der tschechischen Grasski-Nationalmannschaft wurde vierfacher Juniorenweltmeister und gewann bisher zwei Weltcuprennen.

## Karriere
Martin Štěpánek studierte an der Technischen Universität Brünn und begann mit dem Grasskilauf als Sommertraining für den Alpinen Skisport. Schließlich wurde Grasski zu seiner Hauptsportart, im Winter startet er aber auch weiterhin bei alpinen Skirennen. In FIS- und Studentenrennen erreichte er bisher mehrere Top-10-Plätze.
Erste große Erfolge im Grasski feierte Štěpánek bei den Juniorenweltmeisterschaften. 2001 gewann er Gold im Super-G und 2002 holte er dreimal Gold im Slalom, im Super-G und in der Kombination sowie Silber im Riesenslalom. Bei Weltmeisterschaften in der Allgemeinen Klasse erreichte er zahlreiche Top-10-Platzierungen und verfehlte mehrmals nur knapp die Medaillenränge. Bei der Weltmeisterschaft 2003 in Castione della Presolana war der neunte Platz im Riesenslalom sein einziges Resultat. Zwei Jahre später erreichte er bei der Weltmeisterschaft 2005 in Dizin Platz sechs im Super-G, Rang elf im Slalom und damit Platz acht in der Kombination. Im Riesenslalom wurde er jedoch nach einem Torfehler im ersten Durchgang disqualifiziert. Nur knapp hinter den Medaillenrängen blieb Štěpánek bei der Weltmeisterschaft 2007 in Olešnice v Orlických horách. Er wurde Vierter in der Super-Kombination, Fünfter im Riesenslalom und Achter im Super-G. Auch bei der Weltmeisterschaft 2009 in Rettenbach verfehlte er nur knapp die Medaillenränge. Im Slalom und im Super-G blieb er als Vierter um jeweils weniger als eine Zehntelsekunde hinter dem Bronzerang und im Riesenslalom wurde er Fünfter. In der Super-Kombination erreichte er nicht das Ziel. Erneut knapp an den Medaillenrängen vorbei fuhr Štěpánek bei der Weltmeisterschaft 2011 in Goldingen. Er belegte Rang vier in der Super-Kombination, Rang fünf im Super-G und Platz sieben im Riesenslalom. Im Slalom schied er im ersten Durchgang aus.
Im Weltcup konnte sich Martin Štěpánek zunächst regelmäßig unter den besten 20, teilweise auch unter den besten zehn der Gesamtwertung klassieren. Von 2007 bis 2012 kam er sechsmal hintereinander unter die besten sechs im Gesamtweltcup: In der Saison 2007 erreichte er mit einem zweiten Platz im ersten Slalom von Sattel und weiteren vier Top-5-Resultaten den sechsten Gesamtrang. 2008 gewann er den Slalom in Čenkovice, wurde Dritter in der Super-Kombination von Rettenbach, kam weitere fünfmal unter die besten zehn und damit auf Platz fünf im Gesamtweltcup. In der Saison 2009 siegte Štěpánek im Super-G von Marbachegg, wurde Zweiter im Slalom von Čenkovice und erreichte mit weiteren vier Top-5-Ergebnissen den vierten Gesamtrang. Ebenfalls Vierter im Gesamtklassement wurde Martin Štěpánek in der Saison 2010. Sein bestes Rennergebnis des Jahres war der zweite Platz im Riesenslalom von Cesana San Sicario, weitere drei Mal fuhr er auf Rang drei. Im Gesamtweltcup der Saison 2011 landete Štěpánek mit zwei Podestplätzen auf Rang sechs. Vier Podestplätze und den fünften Rang im Gesamtweltcup erzielte er in der Saison 2012.

## Erfolge

### Weltmeisterschaften
- Castione della Presolana 2003: 9. Riesenslalom
- Dizin 2005: 6. Super-G, 8. Kombination, 11. Slalom
- Olešnice v Orlických horách 2007: 4. Super-Kombination, 5. Riesenslalom, 8. Super-G
- Rettenbach 2009: 4. Slalom, 4. Super-G, 5. Riesenslalom
- Goldingen 2011: 4. Super-Kombination, 5. Super-G, 7. Riesenslalom

### Juniorenweltmeisterschaften
(nur Podestplatzierungen)
- Bursa 2001: 1. Super-G
- Nové Město na Moravě 2002: 1. Slalom, 1. Super-G, 1. Kombination, 2. Riesenslalom

### Weltcup
- Saison 2007: 6. Gesamtrang
- Saison 2008: 5. Gesamtrang
- Saison 2009: 4. Gesamtrang
- Saison 2010: 4. Gesamtrang
- Saison 2011: 6. Gesamtrang
- Saison 2012: 5. Gesamtrang
- Zwei Siege in Weltcuprennen